# Thekla Reuten
Thekla Simona Gelsomina Reuten (Bussum, 16 de setembre de 1975) és una actriu neerlandesa.
Reuten va néixer a Bussum, Països Baixos, filla d'un pare neerlandès i una mare italiana, nascuda a Benabbio proper a Bagni di Lucca. Va estudiar a l'Amsterdamse Hogeschool voor de Kunsten a Amsterdam. Al llarg dels seus estudis, va assumir papers  importants en produccions de teatre i pel·lícules neerlandeses. Molt aviat va guanyar el ‘Shooting Star Award' de la Berlinale pel seu retrat de Lotte en la pel·lícula Twin Sisters que va ser nominada a l'Oscar a la millor pel·lícula de parla no anglesa. Després va interpretar en Amagats a Bruges amb Colin Farrell, Hotel Lux amb Perdonavides Herbig, i The American al costat de George Clooney, així com el thriller polític Waffenstillstand (Treva). Altres pel·lícules són De Trip van Teetje (El viatge de Tate), Kruimeltje (Engruna Petita), Rosenstraße, Una Bellezza Che No Lascia Scampo i Ledereen beroemd! (Tothom és famós!), que va ser nominada per un Oscar a la millor pel·lícula de parla no anglesa.
La feina de Reuten a televisió inclou Hidden (BBC, Gran Bretanya), Restless (BBC, Gran Bretanya), i Sleeper Cell (Showtime, EUA). Ha actuat a la producció de Johan Simons' Fall of the Gods al Salzburg Festival i al Ruhr Triennial, així com en Casament de Sang de Rufus Norris al Teatre Almeida de Londres, al costat de Gael Garcia Bernal. Reuten parla cinc llengües: alemany, anglès, francès, holandès i italià.

## Filmografia
- 1996: Verhalen uit de bijbel, ‘de man op de ezel' (Director: Rein van Schagen)
- 1997: Arends (Director: Jelle Nesna)
- 1998: Baantjer, episode De Cock en de moord op de heks (Director: Pollo de Pimentel)
- 1998: Tate's Voyage (Director: Paula van der Oest)
- 1998: Het 14e kippetje (Director: Hany Abu-Assad)
- 1998: Wij, Alexander (Director: Rimko Haanstra)
- 1999: De rode zwaan (Director: Martin Lagestee)
- 1999: Klokhuis (Director: Niek Barendsen and Barbera Bredero)
- 1999: Kruimeltje (Director: Maria Peters)
- 1999: Moët und Chandon (Director: Marc de Cloe)
- 2000: Iedereen beroemd! (Director: Dominique Deruddere)
- 2000: De zwarte Meteoor (Director: Guido Pieters)
- 2001: Chalk (Director: Diederik van Rooijen)
- 2001: De Acteurs (Director: Bram van Splunteren)
- 2001: Una bellezza che non lascia scampo (Director: Francesca Pirani)
- 2002: Bella Bettien (Director: Hans Pos)
- 2002: Bessones (De Tweeling) (Director: Ben Sombogaart)
- 2002: Spagaat (Director: Hans Pos)
- 2003: Brush with Fate (Director: Brent Shields)
- 2003: Mijn zusje Zlata (Director: Roel Welling)
- 2003: Parels & Zwijnen (Director: Diederik van Rooijen)
- 2003: Rosenstraße (Rosenstrasse) (Director: Margarethe von Trotta)
- 2004: Co/Ma (Director: Roel Welling)
- 2004: De Band (Director: Albert Jan van Rees)
- 2004: Shark Tale (Dutch Voice-Over of Angie) (Director: Kellie Allred)
- 2004: Suske en Wiske: De duistere diamant (Director: Rudi van den Bossche)
- 2005: Not She - Film Installation (Director: Ine Lamers)
- 2005: Smachten - Boy meets Girl Stories (Director: Mark de Cloe)
- 2006: Boks, ‘De verdwenen Van Gogh’ (Director: Hans Pos)
- 2006: Ober (Director: Alex van Warmerdam)
- 2006: Sleeper Cell, II. Season (Director: Charles S. Dutton, Leslie Libman, Nick Gomez)
- 2007: Bee Movie (Dutch Voice-Over of Vanessa Bloome) (Director: Steve Hickner, Simon J. Smith)
- 2007: Highlander: The Source (Director: Brett Leonard)
- 2008: Amagats a Bruges (Director: Martin McDonagh)
- 2008: In Transit (Director: Tom Roberts)
- 2008: Lost - IV. Season (Director: Jack Bender)
- 2008: The Silent Army (Director: Jean van de Velde)
- 2009: Ceasefire (Director: Lancelot von Naso)
- 2010: Day One (Director: Alex Graves)
- 2010: The American (Director: Anton Corbijn)
- 2011: Hotel Lux (Director: Leander Haußmann)
- 2012: Hidden (Director: Niall MacCormick)
- 2012: Restless (Director: Edward Hall)
- 2013:	Da geht noch was (Director: Holger Haase)
- 2013:	Speelmann (Director: Klaartje Quirijns)
- 2013:	Het Diner (Director: Menno Meyjes)
- 2014:	How to Train Your Dragon (Dutch Voice-Over ‘Valka’) (Director: Dean DeBlois)
- 2015:	Atlantic. (Director: Jan-Willem van Ewijk)
- 2015:	De Reünie (Director: Menno Meyjes)
- 2015:	Home Suite Home (Director: Jeroen Houben)
- 2015:	L'Angelo di Sarajevo (Director: Enzo Monteleone)
- 2015:	Schone Handen (Director: Tjebbo Penning)
- 2015:	The Legend of Longwood (Director: Lisa Mulcahy)

## Teatre
- 1997: Susn by Herbert Achternbusch as 'Suus' at Brakke Grond Atsterdat, Festival aan zee Oostende and Theater Kikker Utrecht (Director: Jeroen Wilems)
- 1998: The Comedy of Seduction by Arthur Schnitzler as 'Gilda' at Het Nationale Toneel (Director: Ger Thijs)
- 1999: The Dresser by Ronald Harwood as 'Irene' at Hummelinck Stuurman (Director: Tom Jansen)
- 1999: Fall of the Gods by Luchino Visconti and Tom Blokdijk as 'Bediende', 'Lisa' and 'Dirndl' at Hollandia and zu den Salzburger Festspiele and zur Ruhr Triennale (Director: Johan Simons and Paul Koek)
- 2001: La casa de Bernarda Alba by Federico García Lorca as 'Adela' at Het Nationale Toneel (Director: Johan Doesburg)
- 2004: Braatbos by Willem Jan Otten as 'Nana' at Het Toneel Speelt (Director: Willem van de Sande Bakhuyzen)
- 2005: Bodas de sangre by Federico García Lorca as 'Braut' at Almeida Theater (Director: Rufus Norris)

## Premis
- 1997: Encouragement Award at Belgian Theatre Festival 'Theater aan Zee' for Susn
- 1997: Philip Morris Scholarship (Nomination) for Susn
- 1998: Golden Calf Award (Nomination) for Best Actress in De Trip van het Teetje
- 1998: NOS Culture Award (Nomination) for Best Actress
- 2004: European Shooting Star of the Berlinale for outstanding performance in Twin Sisters
- 2009: Rembrandt Award (Nomination) for Best Actress in The Silent Army